# Uragano Nate (2011)
L'uragano Nate è stato un ciclone tropicale attivo nella parte meridionale del Golfo del Messico. La tempesta è la quattordicesima del 2011.

## Storia meteorologica
La mattina del 6 settembre, forti rovesci associati ad un sistema di bassa pressione ha cominciato ad intensificarsi nel Golfo del Messico meridionale. Nel pomeriggio del 7 settembre, il sistema si era intensificato fino a diventare una tempesta tropicale. Durante la mattina dell'8 settembre, Nate ha continuato a rafforzarsi lentamente, con venti fino a 50 mph (85 km/h). La tempesta è rimasta quasi sempre stazionaria. Quel pomeriggio, i venti massimi aveva raggiunto i 70 mph (110 km/h). Tuttavia, l'aspetto della tempesta sulle immagini satellitari è rimasto sostanzialmente invariato.